# Milton, North Carolina
Milton är en ort i Caswell County i delstaten North Carolina, USA.